# 1944年古巴—佛罗里达飓风
1944年古巴—佛罗里达飓风（1944 Cuba–Florida hurricane）又名1944年圣卢卡斯飓风（1944 San Lucas hurricane）和1944年萨尼贝尔岛飓风（Sanibel Island Hurricane of 1944），是1944年10月对加勒比海西部和美国东南部构成大范围破坏的大规模四级飓风。气旋造成上亿美元损失并夺走至少318条人命，其中大部分人员伤亡发生在古巴。研究结果表明，如果这场风暴发生在2018年，那么引起的损失将在历史上所有大西洋飓风中名列前茅。古巴农村地区所受破坏和人员伤亡纪录不足，所以风暴造成的部分影响已不可考。不过，飓风期间的气象数据空前详尽，标志着美国国家气象局预报热带气旋的能力登上新台阶。
热带扰动进入加勒比海西部后迅速发展，只用数小时就增强成热带风暴，次日又升级成飓风并一度向西缓慢逼近大开曼，至今仍是在该岛降水最多的热带气旋。汹涌的波涛和倾盆大雨持续数天之久，开曼群岛所有庄稼毁于一旦，沿海建筑受损。10月16日，仍在增强的飓风突然大幅向北转向并加速移动，于两天后以风速每小时233公里的最高强度（已属四级飓风）登陆古巴西部。受灾最为严重的古巴至少有300人丧生，狂风和风暴潮造成大面积破坏，哈瓦那地区灾情尤其严重，哈瓦那港许多船只在海洋垃圾和激烈的水流中沉没。
风暴规模庞大，穿过古巴后开始减弱。10月18日，气旋经过干龟群岛时仍属大型飓风，次日从佛罗里达州萨拉索塔附近最后一次登陆时已降至二级飓风标准。佛罗里达礁岛群及佛罗里达州沿海地区建筑和设施损伤严重，不过该州的经济损失还是以柑橘作物为主。佛罗里达州共有18人遇难，其中九人死于坦帕湾的沉船事故。飓风经过佛罗里达州和美国东南部期间继续减弱，美国东岸普降暴雨，强烈阵风引发大范围停电。10月20日，风暴转变成温带气旋并继续向东北前进，最终于四天后在格陵兰以东失去踪影。

## 发展历程
1944年10月11日，大规模热带扰动抵达加勒比海西部，从气象观测数据看，附近风力不强，也没有发现低气压，只表明系统在朝热带天气系统发展，尚未形成热带气旋。2013年的大西洋飓风再分析计划根据空中和地面观测数据认定，系统于协调世界时10月12日中午12点组织成热带低气压。但1944年的实际操作是到12日夜间，位于天鹅群岛以东约160公里海域的船只遭遇恶劣海况，这才首度证明气旋在附近发展:221。系统在北上期间迅速强化，成为热带低气压仅六小时后就晋级热带风暴，并于10月13日下午18点达到飓风标准。
两天后，缓慢移动的气旋略朝西面转向并从大开曼南面经过，岛上所测最大持续风速为每小时154公里，阵风时速190公里，气压计读数降至984毫巴（百帕，29.06英寸汞柱）时触底，所以实际气压可能更低:221。10月16至17日，继续增强的风暴突然沿西经83度线向北大幅转向，而且北上速度逐渐加快。10月17日下午18点，系统成为大型飓风，六小时后从古巴青年岛上空经过时已达四级飓风标准:221。次日早上，古巴北岸测得937毫巴（百帕，27.67英寸汞柱）气压，是风暴存在期间各地测得的最低值，大西洋飓风再分析计划据此认定气旋达到持续风速每小时233公里的最高强度。10月18日上午8点左右，风暴以最高强度登陆古巴本土，从哈瓦那以西仅16至24公里处经过后进入墨西哥湾:221。
受古巴陆地影响，气旋风速略有回落，在佛罗里达海峡降为三级飓风。10月18日晚21点，风眼经过干龟群岛上空，带来约两小时的平静:221。行经群岛期间，系统风速估计为每小时190公里，但规模大幅扩张，最大风速半径几乎比气候学预测值大一倍。风暴加速朝东北偏北移动并逐渐减弱，于10月19日早上7点以风力时速170公里强度从佛罗里达州萨拉索塔附近登陆，按萨菲尔-辛普森飓风风力等级已降至二级飓风范围。飓风规模极大，所以在佛罗里达半岛上空的减弱速度异常缓慢，进而导致估算热带气旋在内陆上空衰减速率的气象学模型低估风暴强度。当晚气旋经坦帕湾东部进入佛罗里达州中部时强度仍达飓风标准，坦帕的气象站测得967毫巴（百帕，28.55英寸汞柱）气压，创下该站五十余年来的新纪录:222。10月19日下午，庞大的飓风终于在杰克逊维尔以南减弱成热带风暴，跨过乔治亚州沿海后继续深入内陆，进入南卡罗来纳州上空。在此期间风暴斜压程度增大，于10月20日在南卡罗来纳州上空完全转变成温带气旋。温带残留结构保持稳定，沿中大西洋州份海岸进入大西洋，并于10月21日经过新斯科舍省。系统在经过拉布拉多海和格陵兰期间有所增强，最终于10月24日同冰岛低压融合:221。

## 防灾措施

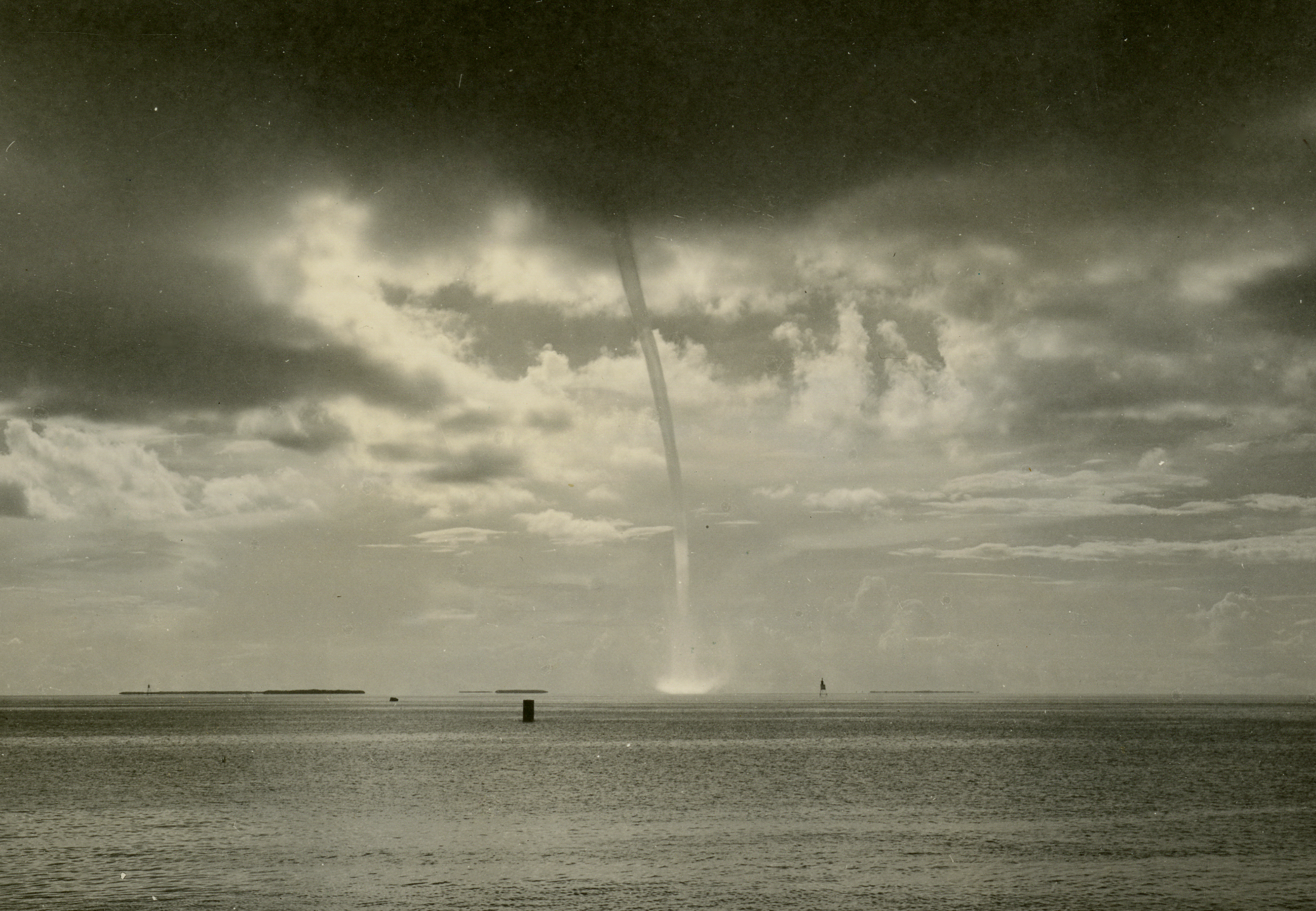
风暴抵达前就在佛罗里达州基韦斯特催生出海龙卷风

美国国家气象局通过位于佛罗里达州迈阿密、华盛顿哥伦比亚特区和波士顿的飓风警报中心共发出58份风暴警告或公告:223。气象机构在飓风成型到完成发展成熟期间获得充足的无线电探空仪数据，这在人类历史上还是首次。风暴经过坦帕期间，气象部门朝风眼内投入无线电探空仪，首度达成热带气旋核心的大气探测。佛罗里达州地面此时存在高气压区，按通常情况应该会阻止飓风北上，但美国国家气象局驻迈阿密飓风预报办事处主任格雷迪·诺顿（Grady Norton）有不同看法，研究上文所述的对流层上层探测数据后他预测气旋会整体保持向北移动趋势，与实际情况完全符合。如此精准的预测让他的同僚深感意外，同时也促使美国无线电探空仪网络大幅扩张：
1944年飓风季有两场大型飓风，不管是九月那场还是另一场（古巴－佛罗里达飓风），环流深度都远超普通飞机员气球观测高度。（无线电探空仪）能够探测的位置要高得多，正是依靠这些数据才能预测（风暴）之后的动向，没有这些数据就没法预测动向，预报的准确程度也没有保障……强烈建议气象局通过一切途径在加勒比地区和墨西哥湾设立更多（无线电探空仪工作站），进一步落实飓风警报服务。——格雷迪·诺顿，1944年飓风季总结
1944年古巴－佛罗里达飓风是1926年哈瓦那－百慕大飓风过后威胁古巴的最强风暴，该国将西部沿海低洼地区居民疏散。3000人前往古巴国会大厦躲避，驻扎在圣安东尼奥德洛斯巴尼奥斯机场的美军官兵转移到哈瓦那的古巴陆军总部。泛美世界航空公司在飓风来袭前取消进出古巴的航班。10月16日早上，佛罗里达礁岛群率先收到风暴警告。美国国家气象局还称古巴西部、尤卡坦海峡和尤卡坦半岛面临重大威胁。10月18日，气象机构发出首份飓风警告。气旋袭击佛罗里达州期间，飓风警告在佛罗里达州沿海地区的生效范围很广，从墨西哥湾锡达礁一直延伸到费南迪纳比奇的佛罗里达半岛大西洋海岸。
10月17日下午，基韦斯特红十字分会启动应急运作程序。全州因气旋来袭疏散的居民有3.5万待在红十字会避难所:223。除基韦斯特外，佛罗里达礁岛群九成居民提前撤离。美国陆军、海军驻佛罗里达州的飞行装备和非必要人员全部转移:223。迈阿密地区航班停飞，学校关闭。红十字会将迈阿密60幢学校或公共建筑改装成避难所。迈阿密大学停课一天。美国海岸警卫队协助防灾工作，将小型船只转移，并为市政应急提供交通工具。皮尼拉斯县的学校提前关闭并改装成备用避难所，但最终都没用上。麦尔兹堡除容留周边地区居民外，还是驻白金汉陆军机场官兵的避难所。内陆地区同样开始防灾准备，红十字会和陆军航空军战术中心共同协调奥兰多地区的救灾和疏散工作。
10月19日，南卡罗来纳州沙利文岛和棕榈岛共有125人转移到县礼堂。面对气旋逼近，北卡罗来纳州戴尔县埃文（Avon）的居民当晚转移到曼蒂奥和伊丽莎白市。风暴转变成温带气旋后，长滩岛仍有500人疏散至新泽西州本土。

## 影响
飓风沿途造成上亿美元损失，死亡人数根据美国国家气象局在《每月天气回顾》中的记载为318人，不过文中也指出，古巴和开曼群岛的统计尚不全面，所以实际数量可能更高:223。

### 加勒比海
| 降雨量 | 降雨量 | 风暴             | 地点                | 参     |
| 排名   | mm     | 风暴             | 地点                | 参     |
| ------ | ------ | ---------------- | ------------------- | ------ |
| 1      | 794.8  | 1944年，无名     | 大开曼              | [ 27 ] |
| 2      | 577    | 2006年，阿尔贝托 | 欧文·罗伯茨国际机场 | [ 28 ] |
| 3      | 552.2  | 2002年，伊西多尔 | 开曼布拉克          | [ 29 ] |
| 4      | 451.4  | 2008年，帕洛玛   | 开曼布拉克          | [ 30 ] |
| 5      | 308.4  | 2004年，伊万     | 大开曼              | [ 31 ] |
| 6      | 292.1  | 1961年，哈蒂     | 大开曼              | [ 32 ] |
| 7      | 229.1  | 2010年，妮科尔   | 欧文·罗伯茨国际机场 | [ 33 ] |
| 8      | 165.6  | 2001年，米歇尔   | 大开曼              | [ 34 ] |

受气旋影响，狂风巨浪在天鹅群岛肆虐六天之久，当地所测最强阵风时速为93公里:221。飓风强度风力持续三天，将整个群岛所有农作物摧毁，大开曼降雨总量达795毫米:164，创下该岛新纪录并保持至今。红湾和普罗斯佩克特被雨水淹没，大浪把包括码头和渡口在内的许多木质沿海设施摧毁:221。大面积海滩侵蚀严重，露出石灰岩层。开曼群岛有三艘小型船舶失踪或被毁，另有一艘之后发现在古巴比那尔德里奥省搁浅。乔治敦的风速达到每小时187公里，将该市同外界的通讯切断。大开曼各处道路损伤严重，开曼群岛大法院书记员··帕森斯（E. S. Parsons）称这是1876年后对大开曼破坏最严重的飓风。
古巴是飓风打击最沉重的国家:223，农村地区的伤亡统计始终未能落实，所以风暴造成的真实伤亡人数已不可考:165。比那尔德里奥省东部灾情最为严重，某村庄仅因强烈的风暴潮就导致20人遇难:223。斯特吉德罗巴塔瓦诺沿海港口被毁，致使24人丧生，风暴潮把港口所有渔船——共计20余艘双桅纵帆船冲上陆地，还有一艘标准石油驳船深入内陆达16公里。哈瓦那港因水中遍布海洋垃圾和沉船被迫关闭。:223两艘往返哈瓦那和迈阿密的货运双桅纵帆船，以及古巴和秘鲁两国的多艘反潜护卫艇在港口沉没。海港入口被倾覆的船阻塞导致无法通行。风眼在哈瓦那以西仅16至24公里经过时，该市阵风时速创下新纪录，达262公里:164，直到2008年才被飓风古斯塔夫打破。岛上飓风强度狂风持续14小时，阵风时速连续7小时超过201公里。狂风切断哈瓦那绝大多数地区的供电，青年岛首府新赫罗纳的政府通讯中断三天之久。哈瓦那大量建筑损伤严重，树木倒塌和瓦砾飞溅更令灾情雪上加霜。包括总统府和美国大使馆在内的多幢政府建筑严重受损。初步估计该市遭受的经济损失达数十万美元。哈瓦那有七人死亡，四百人受伤。青年岛同样灾情严重，但程度不及预期。
哈瓦那外围地区约有一半农作物和九成烟草仓库被毁。风暴对古巴制糖作物的影响难以确定，不同来源认为增损范围从减产4%到利好降水实现静增长不等。美国大使馆估计古巴的粮食损失数额达300万美元，导致哈瓦那省、马坦萨斯省和萨瓦纳-卡马圭群岛粮食短缺。

### 佛罗里达州

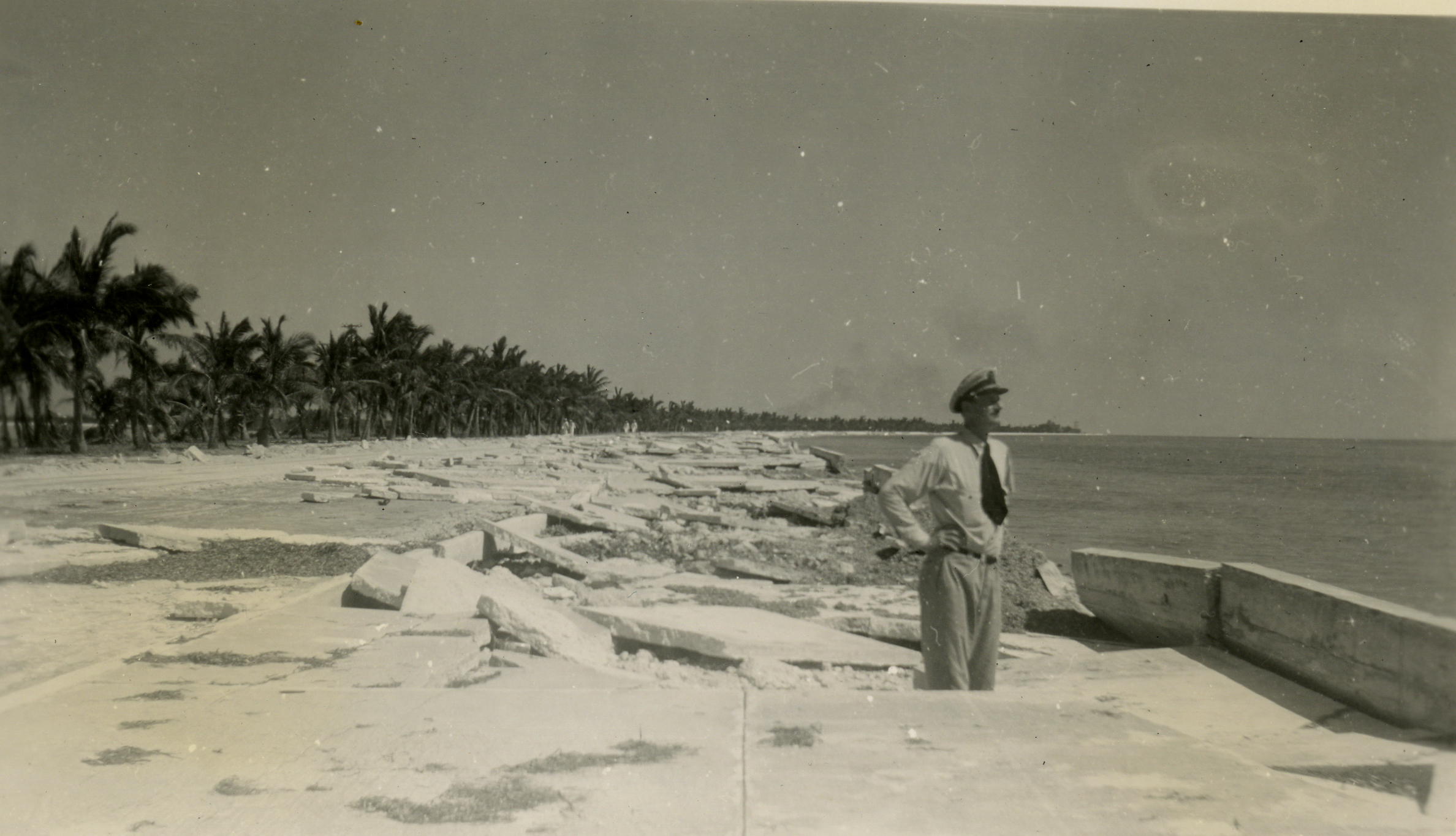
佛罗里达州大部分建筑损伤是由沿海地区的风暴潮引起

飓风在佛罗里达州共造成6300万美元损失，其中大部分是农作物损伤:223。该州共有18人丧生，其中布雷登顿近海一艘拖船沉没就导致九名海员溺毙，其他地区还有24人因风暴受伤入院治疗。美国国家气象局《气候资料》月刊指出，“系统疏散所有受风暴威胁海滩之举无疑救下许多生命”。2018年，学界分析史上登陆美国的热带气旋后得出结论，如果1944年这场飓风发生在2018年，那么结合人口增长和通货膨胀，损失数额将达735亿美元。
10月15日，飓风北面雨带在佛罗里达州降下暴雨并产生时速40公里阵风。莱克城海军航空站一架飞机遵照指令起飞后不久就在基地以东约8.9公里处坠毁，机上三人全部丧生，报道认为事故很可能是天气原因引发。10月18日下午，雨带在风暴登陆前该州前就催生出三场龙卷风，分别在阿卡迪亚、沃楚拉和波尔克县南部着陆:165，造成轻度破坏。沃楚拉的龙卷风将农舍扯离地基并刮落加油站屋顶，还把75棵树连根拔起。气旋登陆前当地还出现海龙卷风。
干龟群岛的风速计测得每小时190公里狂风并持续两小时:222，风眼在基韦斯特以西约65公里近海经过，所以该市没有遭遇最强风力袭击，虽然基础设施破坏严重，但没有人员丧生，门罗县其他地区有两人轻伤。基韦斯特供电和燃气中断，全城三分之一被淹，水深至少0.9米，约5000人无家可归。狂风刮倒的树木阻塞道路，许多民居受损，其中一所被扯离地基。佛罗里达礁岛群各地海滩普遍侵蚀严重。基韦斯特和博卡奇卡礁（Boca Chica Key）各处海滩大幅缩减，导致1948和1998年另外两场飓风来袭时海岸沿线所受影响更加严重。基韦斯特一段长76米的海塘被毁，导致附近房产被淹，通常情况下即便涨潮时这段海塘也比水位高出2.4米。佛罗里达A1A号州道沿途共有1200米海塘和公路被毁，后于1951年修复。美国海军六艘舰艇在基韦斯特沿海搁浅。风暴经过期间，基韦斯特港西北入口附近一艘灯船遇险，21人被迫弃船逃生。

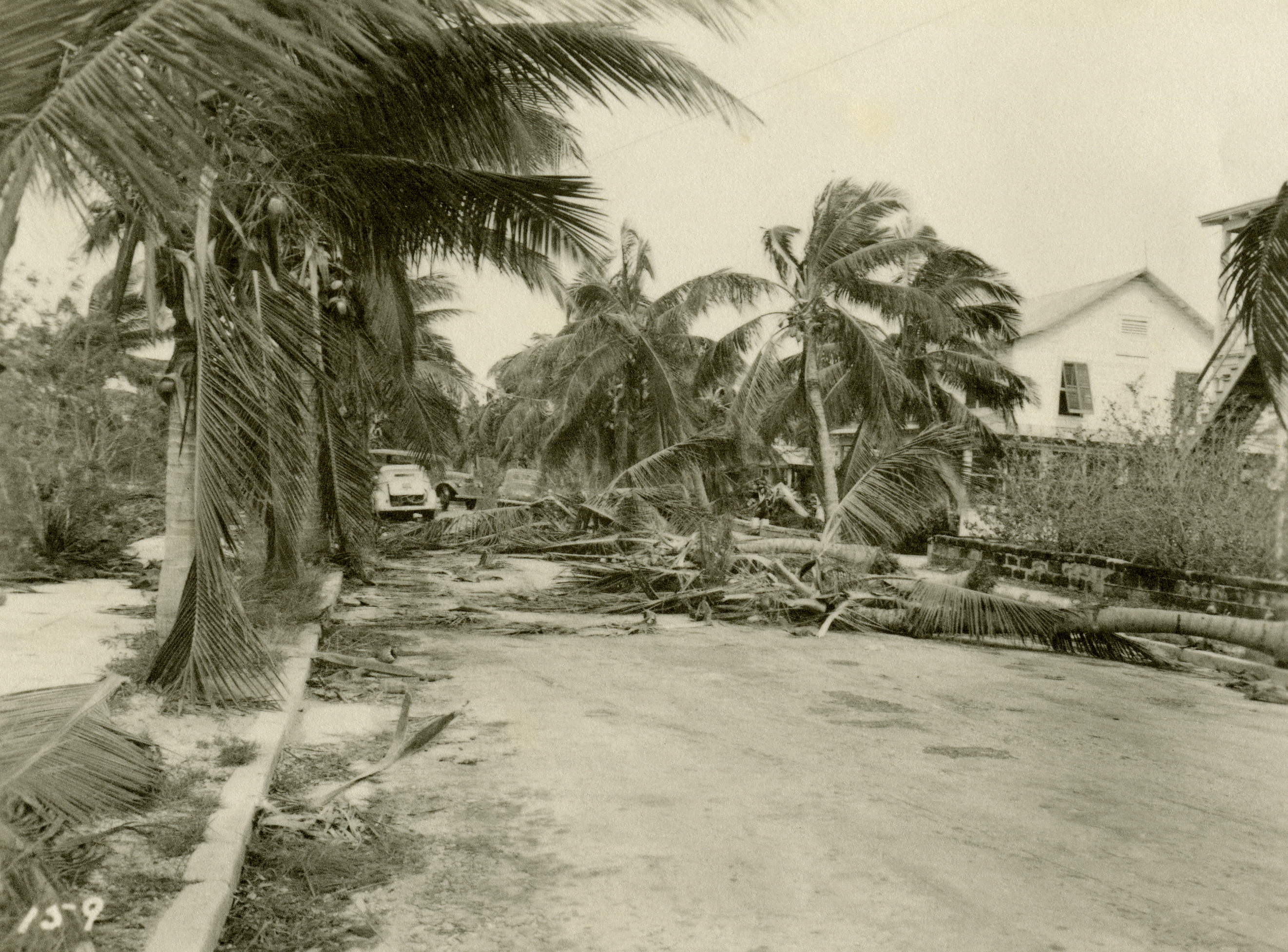
风暴过境产生的狂风刮倒基韦斯特许多树木

佛罗里达州沿海建筑及设施共受到价值1000至1300万美元损失，其中大部分由风暴潮引起。萨拉索塔至大沼泽地之间的西海岸灾情严重，并以迈尔斯堡海滩沿线最为突出:223，埃斯特罗岛的渔业码头和至少15间村舍被毁，全岛被0.9至1.8米的海水淹没，许多建筑进水。一栋公寓楼损毁严重，部分地基塌陷。迈尔斯堡海滩其他历史悠久的地标建筑被毁或严重受损，许多船只失踪或被水冲到远离海岸的内陆。风暴潮倒灌克卢萨哈奇河，导致公路被0.9至1.5米深的河水淹没。
杰克逊维尔海滩飓风期间测得高达3.74米的风暴潮，创下全州最高纪录:223。费南迪纳比奇测得2.2米风暴潮，仅次于杰克逊维尔海滩，近50幢海滨房屋坍塌，经济损失约50万美元，海平面升高还引发高达50米的海滩侵蚀:165。杰克逊维尔市中心的风速约为每小时55公里，致使遮阳篷和窗户破损，还刮倒当地广播电台的天线。圣奥古斯丁齐腰深的洪水导致包括《圣奥古斯丁纪事报》（St. Augustine Record）总部在内的许多建筑被淹，该报因此半个世纪来首度停刊。戴通纳海滩的机场有两个机库破坏严重，三架飞机受损，另外两架被毁。风暴期间卡纳维拉尔角近海两艘捕虾船遇险，最终在可可沿海搁浅。连接可可和梅里特岛的部分桥段被大浪冲跨。泰特斯维尔连接沿海地区的桥梁有30米塌入河中。帕萨格里尔（Pass-a-Grille）三艘商用渔船沉没或严重进水，多艘体育用船不知所踪。佛罗里达州的内陆湖同样潮水高涨，基西米附近的托霍普卡莱加湖（Lake Tohopekaliga）突破海塘并朝内陆行进数百英尺。
佛罗里达半岛西海岸大面积地区受灾，各地破坏程度差异很大。飓风登陆点附近的萨拉索塔和威尼斯灾情严重，强烈阵风令许多小树林受损。风暴潮、倒塌的树木和中断的电缆将多条公路阻塞。蓬塔戈尔达以南基本没有受到气旋破坏，仅附近的诺卡蒂和阿卡迪亚部分树木倒塌。麦尔兹堡的通讯设施损伤严重，只能同邻近区域联络。佩奇机场测得每小时140公里持续风速，阵风时速超过160公里。
圣彼得堡部分树木被时速140公里的阵风刮倒，大范围地区停电，风暴期间发电厂意外短路导致停电范围扩大，进而影响城市有轨电车和水泵的运作。狂风刮破20间店面的窗户，还掀开部分民居的屋顶。该市建筑整体损伤程度较轻，经济损失总额约为2.5至5万美元。皮尼拉斯县其他地区的柑桔和财物损失达到一百万美元。坦帕湾入海口附近一艘船沉没，三名船员获救，九人遇难:223。坦帕的受灾程度与圣彼得堡接近，飓风中心经过期间一度云淡风轻。坦帕闹市区的平板玻璃窗和店面破损，风暴导致的电线短路引发两起重大火灾，一户民居被毁，另有一家造船厂大部分被烧毁。气旋经过期间，坦帕消防队还接到另外八起火警，这些火情造成的破坏很小。坦帕湾的戴维斯群岛（Davis Islands）和格尔夫波特均有树木连根拔起。克利尔沃特也有树木倒塌，狂风将老旧建筑的屋顶刮落，但整体破坏程度较轻。
迈阿密遭受的破坏较轻，但有两人死亡，其中一人因电线中断触电身亡，另一人死于交通事故。附近棕榈滩县早熟的绿豆和西红柿作物被风暴毁于一旦。佛罗里达大沼泽地共降下200至250毫米雨量，导致200至260公顷豆角被毁，但农户态度乐观，觉得降水能提升产量。西棕榈滩埃尔西德历史区（El Cid Historic District）长90米的海塘及旁边的码头被毁。

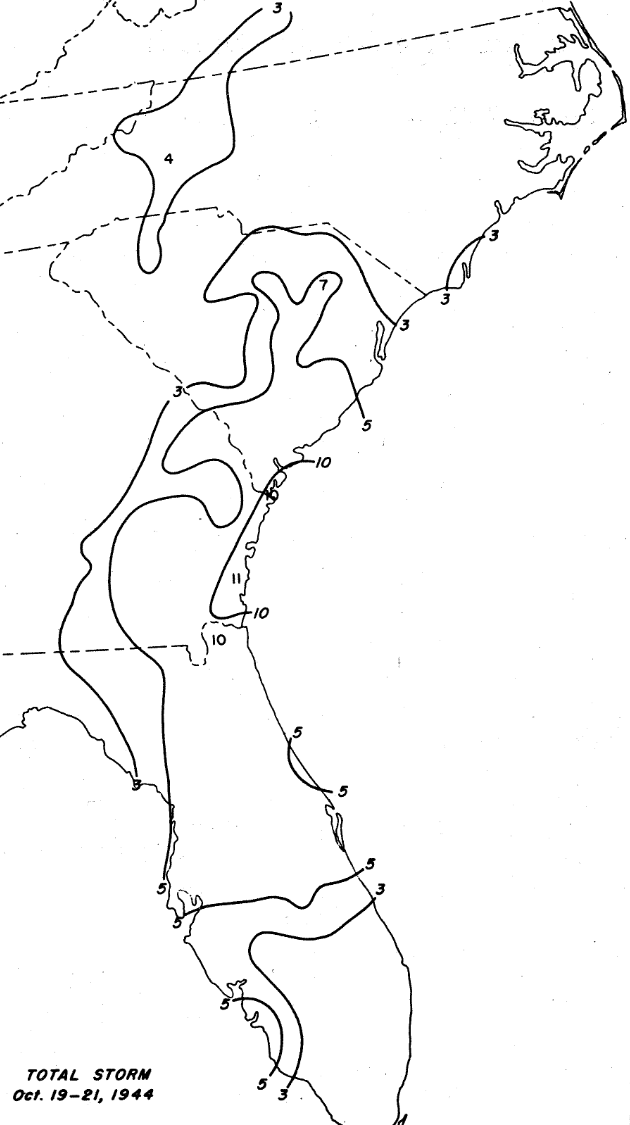
风暴在美国的降水分布

佛罗里达半岛各地风速均达烈风强度，烈风风场向西延伸至塔拉赫西，风暴过后的风场分析表明直径480公里的广大地区风速下限都达到每小时80公里:165。风暴中心东侧宽度约48公里区域内风力最强，狂风深入内陆，奥兰多测得每小时132公里持续风速，阵风时速达174公里:222。受强风袭击的德索托县、哈迪县、莱克县、橙县、波尔克县和萨拉索塔县都是佛罗里达州柑橘核心产区，因此损失的柑橘约有2500万盒:223。全州柑橘作物损失总额估计达2000万美元，预计全年获利减少5000万美元。飓风来袭仅一周前，新闻报道都认为1944年会是佛罗里达州历史上柑橘最丰收的一年。除核心产区外，塞米诺尔县和奥西欧拉县的柑橘同样损失惨重。州内葡萄柚减产四成，早季和中季橙子减产15至20个百分点。好莱坞地区因降水导致西红柿、白菜、豆类和辣椒受损，农作物减产达75%。
佛罗里达州内陆城市以奥兰多灾情最重，经济损失达数百万美元。虽然损伤严重的建筑很少，但还是有大量辅助建筑或屋顶遭受破坏。约有600至800幢民房及大量商铺受损。奥兰多闹市周边社区及市内通讯基本中断，仅有两条连接杰克逊维尔的电报线可以正常使用。市内被倒塌树木阻塞的街道占三分之一，闹市区有一人触电身亡。10月18至19日，奥兰多测得190毫米雨量，创下1910年后该市24小时降雨量新纪录。经初步估算，橙县的损失数额为300至500万美元，其中奥兰多约占一半。据《奥兰多记者之星报》（Orlando Reporter-Star）报道，这是50年来对该市影响最严重的热带气旋。附近的温特帕克因停电导致市政供水系统关闭，戈萨许多民居的屋顶被狂风刮落。戈萨和温德米尔掉落的葡萄柚过半、橙子一至两成，柑橘半成。
盖恩斯维尔附近的阿拉楚阿陆军机场有两座机库坍塌，盖恩斯维尔部分树木倒在房屋上。巴托部分住宅严重受损，威利斯顿某学校及多所民宅的屋顶被掀，格罗夫兰的民居也有类似灾情。帕拉特卡和新月城地区基本只有庄稼受到破坏，其他方面的损失很小。莱克兰暴雨倾盆，阵风时速达到121公里，风暴期间该市供电完全中断。

### 美国其他地区

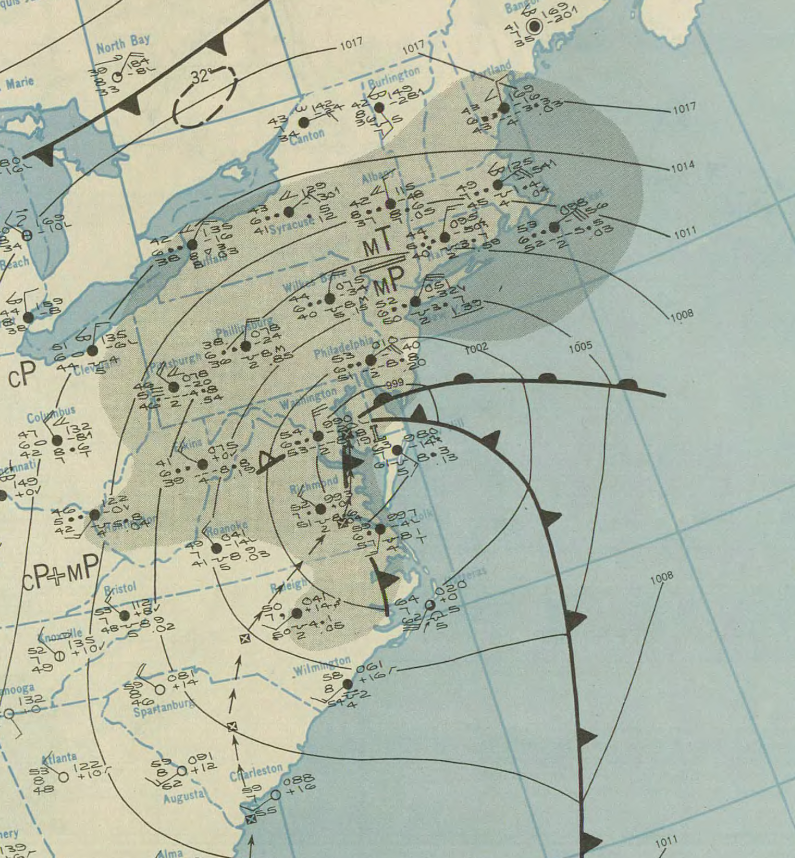
10月21日，风暴残留位于切萨皮克湾上空的地面天气分析图

乔治亚州的损失总额估计为25至50万美元，其中大部分发生在风暴环流中心抵达前。该州多个社区的街道和公路被倒塌的树木阻塞。风暴切断电信和输电线缆，导致部分地区通讯中断。狂风令部分建筑的屋顶受到不同程度破坏。位于格林县县城不伦瑞克（Brunswick）的造船厂受灾特别严重，多座建筑和四台起重机受损。该市东部沿海也被风暴潮淹没，潮水深入内陆达1600米，促使多户居民撤离。狂风引起潮水高涨，美国东南部沿海地区普遍被淹，萨凡纳港（Port of Savannah）大量渔船毁于一旦:223。乔治亚州以普拉斯基堡潮汐最高，超出平均海平面1.8米。圣西蒙斯岛的洪水迫使1200人转移。不伦瑞克机场测得290毫米雨量，是飓风在美国降水最多的所在。
南、北卡罗来纳州部分地区风速达到每小时105公里，导致多地输电和通讯线缆中断，查尔斯顿大部分地区停电:223。2.7米的潮水将该市低洼地区淹没，其中大部分位于炮台（The Battery）周边。远离海岸110公里的佛罗伦萨都有树木和标志牌倒塌，从该市南侧大西洋沿岸铁路经过的多辆客运列车受损。南卡罗来纳州各地因暴雨导致建筑和庄稼蒙受价值35万美元的经济损失。该州西北部尚未采摘的棉花全部失落。北卡罗来纳州部分地区风速在第小时50至65公里范围，导致玉米和胡枝子作物受损，占全州20万美元损失的绝大部分。
风暴产生的降水和大浪沿美国东岸向北逐渐衰减。弗吉尼亚州大面积地区有雨，斯汤顿周边部分地点发生洪灾，导致一些小路无法通行。狂风将三成尚未收割的苹果刮落。大诺福克地区风速为每小时56公里，并伴有0.61米的风暴潮。纽波特纽斯的海平面越过海塘，将低洼地区淹没。美国国家气象局气象学家称风暴对马里兰州的影响就像“老式东北风暴”，该州些许电信设施受到轻度破坏，堆积的瓦砾阻塞巴尔的摩部分污水管道。新泽西州北部沿海地区潮水高涨，对船只水密舱壁破坏程度超过9月的大西洋大飓风，还把多条海滨街道淹没，南部的长滩岛也有类似程度沿海洪灾。费城地区部分窗户被强风刮破。时速80公里的阵风迫使新英格兰航班停飞，船只停运。一艘运煤空船在马萨诸塞州汤普森岛（Thompson Island）搁浅，该州牛顿和昆西均有电缆中断，约250户居民家中断电。新罕布什尔州萨默斯沃思因道路湿滑导致车辆失控，最终司机死亡，三名乘客受伤。。

## 善后
| 排名 | 飓风名称         | 飓风季 | 损失（美元） |
| ---- | ---------------- | ------ | ------------ |
| 1    | “迈阿密”         | 1926年 | 2,359亿      |
| 2    | “加尔维斯顿”     | 1900年 | 1,386亿      |
| 3    | 卡特里娜         | 2005年 | 1,169亿      |
| 4    | “加尔维斯顿”     | 1915年 | 1,098亿      |
| 5    | 安德鲁           | 1992年 | 1,060亿      |
| 6    | 桑迪             | 2012年 | 735亿        |
| 7    | “古巴－佛罗里达” | 1944年 | 735亿        |
| 8    | 哈维             | 2017年 | 622亿        |
| 9    | “新英格兰”       | 1938年 | 578亿        |
| 10   | “奥基乔比”       | 1928年 | 544亿        |

牙买加《拾穗日报》（Gleaner Company）同牙买加中央风暴救济委员会合作，为开曼群岛设立风暴救济基金。美国在古巴启动救济行动，着重增加粮食供应。美国政府官员乘泛美航空波音314飞机前往包括比那尔德里奥省在内的偏远地区评估灾情。风暴过去后，古巴總統拉蒙·格勞·聖馬丁前往多家医院为救治工作提供帮助。
佛罗里达州各地有5000至7000人流离失所，只能临时安置，缺少食品的灾民人数约为一万至两万。奥兰多市的灾后清理工作得到陆军航空军战术中心协助，亚拉巴马州和乔治亚州派出工作人员帮助该市恢复供电。考虑到佛罗里达州柑橘损失惨重，在该州有大量柑橘业务的外邦兄弟公司总裁向佛罗里达柑橘委员会发出呈请，要求提高该州柑橘的收购价格上限。佛罗里达州联邦参议员克劳德·派珀（Claude Pepper）致信物價管理局、战时食品管理局和战时生产委员会，要求上述机构协助评估损失程度、考虑提高柑橘价格和罐头数量上限，放宽罐头数量限制后，果农可以把被风刮落的水果榨汁封装，从而挽回部分损失。派珀还要求上述机构考虑放宽蔬菜价格上限。德克萨斯州农业部长詹姆斯·埃里克·麦克唐纳（James E. McDonald）呼吁该州柑橘果农暂停出货，对1933年古巴－布朗斯维尔飓风过后佛罗里达州同行的类似善举投桃报李。10月27日，物價管理局和战时食品管理局工作人员在佛罗里达州莱克兰会晤，讨论如何应对派珀的诉求。佛罗里达州柑橘果农认为美国农业部发布的1944年10月农作物报告未能准确反映这场飓风造成的损失，并于11月派代表前往首都交涉。最终有关部门决定临时提高佛罗里达州柑橘的价格上限。
战时生产委员会与红十字会合作，向坦帕地区提供全长150万米的木材和5000块瓦片。联邦住房管理局经评估认为佛罗里达州的房屋损伤“基本局限于屋顶和玻璃破损”，对于少数住房被飓风摧毁的灾民，该机构最多提供5400美元抵押贷款。